# Списак осовинских операција у Југославији у Другом светском рату
| назив операције                                    | време трајања                       | учесници | противници                                                                  |
| -------------------------------------------------- | ----------------------------------- | --- | --------------------------------------------------------------------------- |
| Подухват 25 (Штрафгерихт) ( )                      | 6. април — 17. април 1941.          | Вермахт · Италијанска краљевска војска · Копнена војска Краљевине Бугарске · Мађарска краљевска војска                             | Југословенска војска                                                        |
| Јулска операција 1941.                             | 13. јули — 5. август 1941.          | Италијанска краљевска војска | Партизански одреди Југославије · Четници                                    |
| Космај 1941.                                       | август 1941.                        | Вермахт | Партизански одреди Југославије                                              |
| Сава — Дрина                                       | 26. септембар — 10. октобар 1941.   | Вермахт | Четници · Партизански одреди Југославије                                    |
| Вишеград                                           | 30. септембар — 4. децембар 1941.   | Усташко-домобранске снаге | Партизански одреди Југославије · Четници                                    |
| Ужице                                              | 25. новембар — 1. децембар 1941.    | Вермахт · Српска државна стража | Партизански одреди Југославије                                              |
| Озрен                                              | 3. децембар — 12. децембар 1941.    | Усташко-домобранске снаге | Партизански одреди Југославије                                              |
| Нови Пазар                                         | 4. децембар — 6. децембар 1941.     | Вермахт | Партизански одреди Југославије                                              |
| Михаиловић                                         | 6. децембар — 7. децембар 1941.     | Вермахт | Четници                                                                     |
| Јужна Хрватска I ( )                               | 15. јануар — 23. јануар 1942.       | Вермахт · Усташко-домобранске снаге                                                                                                | Партизански одреди Југославије                                              |
| Јужна Хрватска II ( )                              | 28. јануар — 2. фебруар 1942.       | Вермахт · Усташко-домобранске снаге                                                                                                | Партизански одреди Југославије                                              |
| Приједор                                           | 18. фебруар — 27. фебруар 1942.     | Вермахт · Усташко-домобранске снаге                                                                                                | Партизански одреди Југославије                                              |
| Петрова Гора I                                     | 18. март — 18. април 1942.          | Усташко-домобранске снаге | Партизански одреди Југославије                                              |
| К                                                  | 23. март — 28. март 1942.           | Италијанска краљевска војска | Партизански одреди Југославије                                              |
| Трио                                               | 8. април — 14. јун 1942.            | Вермахт · Италијанска краљевска војска · Усташко-домобранске снаге · Четници                                                       | Партизански одреди Југославије                                              |
| Форстрат ( )                                       | 31. мај — 4. јун 1942.              | Вермахт | Четници                                                                     |
| Фоча                                               | 5. мај — 12. мај 1942.              | Вермахт · Италијанска краљевска војска · Усташко-домобранске снаге                                                                 | Партизански одреди Југославије                                              |
| Петрова Гора II                                    | 9. мај — 15. мај 1942.              | Усташко-домобранске снаге | Партизански одреди Југославије                                              |
| Зеница — Завидовићи                                | 3. јун — 22. јун 1942.              | Вермахт · Четници · Усташко-домобранске снаге                                                                                      | Партизански одреди Југославије                                              |
| Западна Босна ( )                                  | 5. јун — 17. јули 1942.             | Вермахт · Усташко-домобранске снаге                                                                                                | Партизански одреди Југославије                                              |
| Крешево                                            | 3. јули — 3. август 1942.           | Вермахт · Усташко-домобранске снаге                                                                                                | Народноослободилачка војска Југославије                                     |
| Провинциа ди Лубиана (итал. )                      | 12. јули — 7. август 1942.          | Италијанска краљевска војска | Народноослободилачка војска Југославије                                     |
| Албиа (итал. )                                     | 12. август — 2. септембар 1942.     | Италијанска краљевска војска · Четници · Усташко-домобранске снаге                                                                 | Народноослободилачка војска Југославије                                     |
| Фрушка гора                                        | 20. август — 30. август 1942.       | Вермахт · Усташко-домобранске снаге                                                                                                | Народноослободилачка војска Југославије                                     |
| С                                                  | 24. август — 28. август 1942.       | Вермахт · Усташко-домобранске снаге · Четници                                                                                      | Народноослободилачка војска Југославије                                     |
| Велика Капела                                      | септембар 1942.                     | Италијанска краљевска војска · Четници · Усташко-домобранске снаге                                                                 | Народноослободилачка војска Југославије                                     |
| Јајце I                                            | 28. септембар — 6. октобар 1942.    | Вермахт · Усташко-домобранске снаге                                                                                                | Народноослободилачка војска Југославије                                     |
| Мањача                                             | 30. септембар — 9. октобар 1942.    | Вермахт · Усташко-домобранске снаге · Четници                                                                                      | Народноослободилачка војска Југославије                                     |
| Динара                                             | 5. октобар — 27. октобар 1942.      | Италијанска краљевска војска · Четници · Усташко-домобранске снаге                                                                 | Народноослободилачка војска Југославије                                     |
| Алфа                                               | 5. октобар — 10. октобар 1942.      | Италијанска краљевска војска · Усташко-домобранске снаге · Четници                                                                 | Народноослободилачка војска Југославије                                     |
| Копаоник                                           | октобар 1942.                       | Вермахт · Копнена војска Краљевине Бугарске · Српски добровољачки корпус                                                           | · Југословенска војска у отаџбини                                           |
| Јајце II                                           | 7. октобар — 6. новембар 1942.      | Вермахт · Усташко-домобранске снаге · Четници                                                                                      | Народноослободилачка војска Југославије                                     |
| Козара                                             | 19. октобар — 28. октобар 1942.     | Вермахт · Усташко-домобранске снаге                                                                                                | Народноослободилачка војска Југославије                                     |
| Бета                                               | 21. октобар — 27. октобар 1942.     | Италијанска краљевска војска · Четници · Усташко-домобранске снаге                                                                 | Народноослободилачка војска Југославије                                     |
| Зандман ( )                                        | 29. октобар — 3. новембар 1942.     | Вермахт · Усташко-домобранске снаге                                                                                                | Народноослободилачка војска Југославије                                     |
| Луг                                                | 2. новембар — 7. новембар 1942.     | Вермахт · Усташко-домобранске снаге                                                                                                | Народноослободилачка војска Југославије                                     |
| Јајце III                                          | 29. новембар — 6. децембар 1942.    | Вермахт · Усташко-домобранске снаге                                                                                                | Народноослободилачка војска Југославије                                     |
| Травник                                            | 16. децембар — 23. децембар 1942.   | Вермахт · Усташко-домобранске снаге                                                                                                | Народноослободилачка војска Југославије                                     |
| Тузла II                                           | 17. децембар — 20. децембар 1942.   | Вермахт · Усташко-домобранске снаге                                                                                                | Народноослободилачка војска Југославије                                     |
| Кастен ( )                                         | 28. децембар 1942 — 3. јануар 1943. | Вермахт · Усташко-домобранске снаге                                                                                                | Народноослободилачка војска Југославије                                     |
| Клашнице                                           | 2. јануар — 4. јануар 1943.         | Вермахт · Четници | Народноослободилачка војска Југославије                                     |
| Уна — Сава Бенд ( )                                | 3. јануар — 5. јануар 1943.         | Вермахт · Усташко-домобранске снаге                                                                                                | Народноослободилачка војска Југославије                                     |
| Теслић I                                           | 5. јануар — 7. јануар 1943.         | Вермахт · Усташко-домобранске снаге · Четници                                                                                      | Народноослободилачка војска Југославије                                     |
| Берта ( )                                          | 6. јануар — 8. јануар 1943.         | Вермахт · Усташко-домобранске снаге                                                                                                | Народноослободилачка војска Југославије                                     |
| Вајс I ( )                                         | 20. јануар — 17. фебруар 1943.      | Вермахт · Италијанска краљевска војска · Усташко-домобранске снаге · Четници                                                       | Народноослободилачка војска Југославије                                     |
| Краузе I ( )                                       | 2. фебруар — 4. фебруар 1943.       | Вермахт · Усташко-домобранске снаге                                                                                                | Народноослободилачка војска Југославије                                     |
| Краузе II ( )                                      | 5. фебруар — 6. фебруар 1943.       | Вермахт · Усташко-домобранске снаге                                                                                                | Народноослободилачка војска Југославије                                     |
| Виндштос ( )                                       | 6. фебруар — 8. фебруар 1943.       | Вермахт · Усташко-домобранске снаге                                                                                                | Народноослободилачка војска Југославије                                     |
| Мославачка Гора                                    | 12. фебруар — 13. фебруар 1943.     | Усташко-домобранске снаге | Народноослободилачка војска Југославије                                     |
| Вајс II ( )                                        | 21. фебруар — 14. март 1943.        | Вермахт · Италијанска краљевска војска · Усташко-домобранске снаге · Југословенска војска у отаџбини                               | Народноослободилачка војска Југославије                                     |
| Било Гора                                          | 19. фебруар — 22. фебруар 1943.     | Вермахт · Усташко-домобранске снаге                                                                                                | Народноослободилачка војска Југославије                                     |
| Грин ( )                                           | 27. фебруар — 3. март 1943.         | Вермахт · Усташко-домобранске снаге                                                                                                | Народноослободилачка војска Југославије                                     |
| Мирко                                              | 27. фебруар — 8. март 1943.         | Вермахт · Усташко-домобранске снаге                                                                                                | Народноослободилачка војска Југославије                                     |
| Вајс — Мостар ( )                                  | 3. март — 14. март 1943.            | Вермахт · Италијанска краљевска војска · Усташко-домобранске снаге · Четници                                                       | Народноослободилачка војска Југославије                                     |
| Густав                                             | 15. март — 17. март 1943.           | Вермахт · Усташко-домобранске снаге                                                                                                | Народноослободилачка војска Југославије                                     |
| Браун ( )                                          | 19. март — 7. април 1943.           | Вермахт · Усташко-домобранске снаге                                                                                                | Народноослободилачка војска Југославије                                     |
| Вировитица                                         | 3. април — 5. април 1943.           | Вермахт · Усташко-домобранске снаге                                                                                                | Народноослободилачка војска Југославије                                     |
| Остерн ( )                                         | 15. април — 17. април 1943.         | Вермахт · Усташко-домобранске снаге                                                                                                | Народноослободилачка војска Југославије                                     |
| Озрен                                              | 15. април — 17. април 1943.         | Вермахт | Четници                                                                     |
| Ото ( )                                            | 19. април — 21. април 1943.         | Вермахт · Усташко-домобранске снаге                                                                                                | Народноослободилачка војска Југославије                                     |
| Паула ( )                                          | 4. мај — 5. мај 1943.               | Вермахт · Усташко-домобранске снаге                                                                                                | Народноослободилачка војска Југославије                                     |
| Рихард ( )                                         | 6. мај — 7. мај 1943.               | Вермахт · Усташко-домобранске снаге                                                                                                | Народноослободилачка војска Југославије                                     |
| Улрих ( )                                          | 8. мај — 12. мај 1943.              | Вермахт · Усташко-домобранске снаге                                                                                                | Народноослободилачка војска Југославије                                     |
| Шварц ( )                                          | 15. мај — 15. јун 1943.             | Вермахт · Копнена војска Краљевине Бугарске · Усташко-домобранске снаге                                                            | Народноослободилачка војска Југославије Четници                             |
| Пфингстен ( )                                      | 13. јун — 16. јун 1943.             | Вермахт · Усташко-домобранске снаге                                                                                                | Народноослободилачка војска Југославије                                     |
| Клара ( )                                          | 20. јун — 22. јун 1943.             | Вермахт · Усташко-домобранске снаге                                                                                                | Народноослободилачка војска Југославије                                     |
| Петриња                                            | 22. јун — 24. јун 1943.             | Вермахт · Усташко-домобранске снаге                                                                                                | Народноослободилачка војска Југославије                                     |
| Загорје                                            | 24. јун — 1. јули 1943.             | Усташко-домобранске снаге | Народноослободилачка војска Југославије                                     |
| Цирил ( )                                          | 2. јули — 3. јули 1943.             | Вермахт · Усташко-домобранске снаге                                                                                                | Народноослободилачка војска Југославије                                     |
| Чардаци ( )                                        | 4. јули — 6. јули 1943.             | Вермахт | Народноослободилачка војска Југославије                                     |
| Иван                                               | 4. јули — 6. јули 1943.             | Вермахт · Усташко-домобранске снаге                                                                                                | Народноослободилачка војска Југославије                                     |
| Вараждин                                           | 8. јули — 25. јули 1943.            | Вермахт · Усташко-домобранске снаге                                                                                                | Народноослободилачка војска Југославије                                     |
| Грин ( )                                           | 26. јули — 27. јули 1943.           | Вермахт · Усташко-домобранске снаге                                                                                                | Народноослободилачка војска Југославије                                     |
| Грин II ( )                                        | 5. август — 6. август 1943.         | Вермахт · Усташко-домобранске снаге                                                                                                | Народноослободилачка војска Југославије                                     |
| Рудник                                             | август 1943.                        | Вермахт · Копнена војска Краљевине Бугарске · Српски добровољачки корпус                                                           | · Југословенска војска у отаџбини                                           |
| БилоГора исток ( )                                 | 25. август — 27. август 1943.       | Вермахт · Усташко-домобранске снаге                                                                                                | Народноослободилачка војска Југославије                                     |
| Ахзе ( )                                           | 8. септембар — 25. октобар 1943.    | Вермахт | Народноослободилачка војска Југославије Југословенска војска у отаџбини     |
| Леандер ( )                                        | 9. септембар — 14. септембар 1943.  | Вермахт | Народноослободилачка војска Југославије                                     |
| Фердинанд ( )                                      | 19. септембар — 21. септембар 1943. | Вермахт | Народноослободилачка војска Југославије                                     |
| Гајзерих ( )                                       | 22. септембар — 28. септембар 1943. | Вермахт · Усташко-домобранске снаге                                                                                                | Народноослободилачка војска Југославије                                     |
| Хербст I ( )                                       | 25. септембар — 29. септембар 1943. | Вермахт · Усташко-домобранске снаге                                                                                                | Народноослободилачка војска Југославије                                     |
| Истра ( )                                          | 25. септембар — 20. октобар 1943.   | Вермахт | Народноослободилачка војска Југославије                                     |
| Арним ( )                                          | 14. октобар — 17. октобар 1943.     | Вермахт | Народноослободилачка војска Југославије                                     |
| Шпац ( )                                           | 14. октобар — 20. октобар 1943.     | Вермахт | Народноослободилачка војска Југославије                                     |
| Балканшлухт (Балкански кланац) ( )                 | 15. октобар — 23. октобар 1943.     | Вермахт | Народноослободилачка војска Југославије                                     |
| Хербст II ( )                                      | 19. октобар — 21. октобар 1943.     | Вермахт · Усташко-домобранске снаге                                                                                                | Народноослободилачка војска Југославије                                     |
| Волкенбрух ( )                                     | 21. октобар — 12. новембар 1943.    | Вермахт | Народноослободилачка војска Југославије                                     |
| Хербстгевитер I ( )                                | 23. октобар 1943. -                 | Вермахт | Народноослободилачка војска Југославије                                     |
| Ландштурм ( )                                      | 24. октобар — 12. новембар 1943.    | Вермахт | Народноослободилачка војска Југославије                                     |
| Вилдзау ( )                                        | 26. октобар — 29. октобар 1943.     | Вермахт · Усташко-домобранске снаге                                                                                                | Народноослободилачка војска Југославије                                     |
| Феркел ( )                                         | 3. новембар — 13. новембар 1943.    | Вермахт · Усташко-домобранске снаге                                                                                                | Народноослободилачка војска Југославије                                     |
| Адлер ( )                                          | 11. новембар — 26. новембар 1943.   | Вермахт · Усташко-домобранске снаге                                                                                                | Народноослободилачка војска Југославије                                     |
| Раурајф ( )                                        | 13. новембар — 17. новембар 1943.   | Вермахт | Народноослободилачка војска Југославије                                     |
| Трауфе ( )                                         | 13. новембар — 19. новембар 1943.   | Вермахт | Народноослободилачка војска Југославије                                     |
| Делфин ( )                                         | 15. новембар — 1. децембар 1943.    | Вермахт | Народноослободилачка војска Југославије                                     |
| Меркур ( )                                         | 25. новембар — 27. новембар 1943.   | Вермахт · Усташко-домобранске снаге                                                                                                | Народноослободилачка војска Југославије                                     |
| Кугелблиц ( ) (Зимске операције 1943/1944.)        | 2. децембар — 18. децембар 1943.    | Вермахт | Народноослободилачка војска Југославије                                     |
| Цитен ( ) (Зимске операције 1943/1944.)            | 4. децембар — 23. децембар 1943.    | Вермахт · Четници · Усташко-домобранске снаге                                                                                      | Народноослободилачка војска Југославије                                     |
| Пантер ( ) (Зимске операције 1943/1944.)           | 7. децембар — 20. децембар 1943.    | Вермахт · Усташко-домобранске снаге                                                                                                | Народноослободилачка војска Југославије                                     |
| Хербстгевитер II ( ) (Зимске операције 1943/1944.) | 20. децембар — 27. децембар 1943.   | Вермахт | Народноослободилачка војска Југославије                                     |
| Шнештурм ( ) (Зимске операције 1943/1944.)         | 21. децембар — 29. децембар 1943.   | Вермахт · Југословенска војска у отаџбини                                                                                          | Народноослободилачка војска Југославије                                     |
| Таненбаум ( ) (Зимске операције 1943/1944.)        | 23. децембар — 30. децембар 1943.   | Вермахт | Народноослободилачка војска Југославије                                     |
| Ристов ( ) (Зимске операције 1943/1944.)           | 24. децембар — 28. децембар 1943.   | Вермахт · Усташко-домобранске снаге                                                                                                | Народноослободилачка војска Југославије                                     |
| Вајнахтсман ( ) (Зимске операције 1943/1944.)      | 25. децембар — 30. децембар 1943.   | Вермахт | Народноослободилачка војска Југославије                                     |
| Хазенјагд ( )                                      | 2. јануар — 8. јануар 1944.         | Вермахт | Народноослободилачка војска Југославије                                     |
| Напфкухен ( ) (Зимске операције 1943/1944.)        | 3. јануар — 6. јануар 1944.         | Вермахт · Усташко-домобранске снаге                                                                                                | Народноослободилачка војска Југославије                                     |
| Валдрауш ( ) (Зимске операције 1943/1944.)         | 3. јануар — 14. фебруар 1944.       | Вермахт · Усташко-домобранске снаге                                                                                                | Народноослободилачка војска Југославије                                     |
| Јајце ( ) (Зимске операције 1943/1944.)            | 4. јануар — 9. јануар 1944.         | Вермахт | Народноослободилачка војска Југославије                                     |
| Моргенвинд I ( )                                   | 6. јануар — 15. јануар 1944.        | Вермахт | Народноослободилачка војска Југославије                                     |
| Моргеншинд II ( )                                  | 7. јануар — 15. јануар 1944.        | Вермахт | Народноослободилачка војска Југославије                                     |
| Брандфакел ( ) (Зимске операције 1943/1944.)       | 11. јануар — 16. јануар 1944.       | Вермахт | Народноослободилачка војска Југославије                                     |
| Нибелунгенфарт ( ) (Зимске операције 1943/1944.)   | 13. јануар — 23. јануар 1944.       | Вермахт | Народноослободилачка војска Југославије                                     |
| Дубровник                                          | 21. јануар — 6. фебруар 1944.       | Усташко-домобранске снаге | Народноослободилачка војска Југославије                                     |
| Дрежница (Зимске операције 1943/1944.)             | 23. јануар — 31. јануар 1944.       | Вермахт | Народноослободилачка војска Југославије                                     |
| Фрилингсветер ( )                                  | 23. јануар — 25. јануар 1944.       | Вермахт | Народноослободилачка војска Југославије                                     |
| Угљан                                              | 30. јануар — 1. фебруар 1944.       | Вермахт | Народноослободилачка војска Југославије                                     |
| Емил ( ) (Зимске операције 1943/1944.)             | 3. фебруар — 6. фебруар 1944.       | Вермахт · Четници | Народноослободилачка војска Југославије                                     |
| Дубровник II                                       | 7. фебруар — 11. фебруар 1944.      | Усташко-домобранске снаге | Народноослободилачка војска Југославије                                     |
| Кауб ( )                                           | 12. фебруар — 19. фебруар 1944.     | Вермахт | Народноослободилачка војска Југославије                                     |
| Лауфеуер ( )                                       | 17. фебруар — 19. фебруар 1944.     | Вермахт | Народноослободилачка војска Југославије                                     |
| Фалке ( )                                          | 20. фебруар — 11. март 1944.        | Вермахт | Народноослободилачка војска Југославије                                     |
| Фухсјагд ( )                                       | 23. фебруар — 26. фебруар 1944.     | Вермахт · Усташко-домобранске снаге                                                                                                | Народноослободилачка војска Југославије                                     |
| Бура ( )                                           | 27. фебруар — 4. март 1944.         | Вермахт · Југословенска војска у отаџбини                                                                                          | Народноослободилачка војска Југославије                                     |
| Шлиселблуме ( )                                    | 28. фебруар — 6. март 1944.         | Вермахт | Народноослободилачка војска Југославије                                     |
| Хазенјагд ( )                                      | март — август 1944.                 | Вермахт · Усташко-домобранске снаге · Четници                                                                                      | Народноослободилачка војска Југославије                                     |
| Трајбјагд ( )                                      | март 1943.                          | Вермахт · Копнена војска Краљевине Бугарске · Српски добровољачки корпус                                                           | · Југословенска војска у отаџбини                                           |
| Бергвајзе ( )                                      | 2. март — 7. март 1944.             | Вермахт | Народноослободилачка војска Југославије                                     |
| Фрилинг ( )                                        | март 1943.                          | Вермахт · Копнена војска Краљевине Бугарске · Српски добровољачки корпус                                                           | · Југословенска војска у отаџбини                                           |
| Фухсјагд III ( )                                   | 4. март — 6. март 1944.             | Вермахт · Усташко-домобранске снаге                                                                                                | Народноослободилачка војска Југославије                                     |
| Ренате ( )                                         | 11. март — 19. март 1944.           | Вермахт | Народноослободилачка војска Југославије                                     |
| Камерјегер ( )                                     | 12. март — 20. мај 1944.            | Вермахт · Копнена војска Краљевине Бугарске · Југословенска војска у отаџбини · Српска државна стража · Руски заштитни корпус      | Народноослободилачка војска Југославије                                     |
| Шнешмелце ( )                                      | 13. март — 15. март 1944.           | Вермахт | Народноослободилачка војска Југославије                                     |
| Фојерштос ( )                                      | 13. март — 1944.                    | Вермахт · Југословенска војска у отаџбини                                                                                          | Народноослободилачка војска Југославије                                     |
| Кане ( )                                           | 17. март — 19. март 1944.           | Вермахт | Народноослободилачка војска Југославије                                     |
| Фен ( )                                            | 20. март — 23. март 1944.           | Вермахт · Усташко-домобранске снаге                                                                                                | Народноослободилачка војска Југославије                                     |
| Дахштајн ( )                                       | 25. март 1944.                      | Вермахт | Народноослободилачка војска Југославије                                     |
| Домбас ( )                                         | 27. март — 31. март 1944.           | Вермахт · Копнена војска Краљевине Бугарске · Четници                                                                              | Народноослободилачка војска Југославије                                     |
| Врховине                                           | 30. март — 31. март 1944.           | Вермахт · Усташко-домобранске снаге                                                                                                | Народноослободилачка војска Југославије                                     |
| Штајншлаг ( )                                      | 30. март — 4. април 1944.           | Вермахт · Усташко-домобранске снаге                                                                                                | Народноослободилачка војска Југославије                                     |
| Виндрозе ( )                                       | 6. април — 8. април 1944.           | Вермахт · Копнена војска Краљевине Бугарске · Четници                                                                              | Народноослободилачка војска Југославије                                     |
| Фрилингсервахен ( )                                | 10. април — 5. мај 1944.            | Вермахт · Југословенска војска у отаџбини                                                                                          | Народноослободилачка војска Југославије                                     |
| Којленшлаг ( )                                     | 18. април — 24. април 1944.         | Вермахт · Усташко-домобранске снаге                                                                                                | Народноослободилачка војска Југославије                                     |
| Маибаум ( )                                        | 24. април — 18. мај 1944.           | Вермахт · Усташко-домобранске снаге                                                                                                | Народноослободилачка војска Југославије                                     |
| Унгевитер ( )                                      | 24. април — 8. мај 1944.            | Вермахт · Усташко-домобранске снаге                                                                                                | Народноослободилачка војска Југославије                                     |
| Денкцетел ( )                                      | 27. април — 3. мај 1944.            | Вермахт · Четници | Народноослободилачка војска Југославије                                     |
| Форфрилинг ( )                                     | 29. април — 1. мај 1944.            | Вермахт · Југословенска војска у отаџбини                                                                                          | Народноослободилачка војска Југославије                                     |
| Ингеборг ( )                                       | 7. мај — 8. мај 1944.               | Вермахт | Народноослободилачка војска Југославије                                     |
| Рајнхард ( )                                       | 8. мај — 9. мај 1944.               | Вермахт · Усташко-домобранске снаге                                                                                                | Народноослободилачка војска Југославије                                     |
| Моргенштерн ( )                                    | 10. мај — 17. мај 1944.             | Вермахт · Усташко-домобранске снаге                                                                                                | Народноослободилачка војска Југославије                                     |
| Шолта ( )                                          | 10. мај — 11. мај 1944.             | Вермахт | Народноослободилачка војска Југославије                                     |
| Каштание ( )                                       | 11. мај — 12. мај 1944.             | Вермахт · Усташко-домобранске снаге                                                                                                | Народноослободилачка војска Југославије                                     |
| Сарајево ( )                                       | 15. мај — 18. мај 1944.             | Вермахт · Усташко-домобранске снаге                                                                                                | Народноослободилачка војска Југославије                                     |
| Шах ( )                                            | 19. мај — 30. мај 1944.             | Вермахт · Усташко-домобранске снаге                                                                                                | Народноослободилачка војска Југославије                                     |
| Реселшпрунг ( )                                    | 25. мај — 6. јун 1944.              | Вермахт · Усташко-домобранске снаге                                                                                                | Народноослободилачка војска Југославије                                     |
| Викингер ( )                                       | 30. мај — 2. јун 1944.              | Вермахт | Народноослободилачка војска Југославије                                     |
| Вилдзау ( )                                        | 6. јун — 7. јун 1944.               | Вермахт · Усташко-домобранске снаге                                                                                                | Народноослободилачка војска Југославије                                     |
| Корнблуме ( )                                      | 14. јун — 19. јун 1944.             | Вермахт · Усташко-домобранске снаге                                                                                                | Народноослободилачка војска Југославије                                     |
| Жумберак IV                                        | 22. јун — 24. јун 1944.             | Вермахт · Усташко-домобранске снаге                                                                                                | Народноослободилачка војска Југославије                                     |
| Биненхаус ( )                                      | 24. јун — 28. јун 1944.             | Вермахт · Усташко-домобранске снаге                                                                                                | Народноослободилачка војска Југославије                                     |
| Блиц ( )                                           | 27. јун — 30. јун 1944.             | Вермахт | Народноослободилачка војска Југославије                                     |
| Динкирхен I ( )                                    | 27. јун — 2. јули 1944.             | Вермахт · Усташко-домобранске снаге                                                                                                | Народноослободилачка војска Југославије                                     |
| Моргенрот I ( )                                    | јун-јули 1944                       | Вермахт · Усташко-домобранске снаге                                                                                                | Народноослободилачка војска Југославије                                     |
| Моргенрот II ( )                                   | јули 1944                           | Вермахт · Усташко-домобранске снаге                                                                                                | Народноослободилачка војска Југославије                                     |
| Флорет ( )                                         | јули 1944                           | Вермахт · Усташко-домобранске снаге                                                                                                | Народноослободилачка војска Југославије                                     |
| Арас ( )                                           | 2. јули — 3. јули 1944.             | Вермахт · Усташко-домобранске снаге                                                                                                | Народноослободилачка војска Југославије                                     |
| Роуен ( )                                          | 2. јули — 16. јули 1944.            | Вермахт · Усташко-домобранске снаге                                                                                                | Народноослободилачка војска Југославије                                     |
| Динкирхен II ( )                                   | 8. јули — 17. јули 1944.            | Вермахт · Усташко-домобранске снаге                                                                                                | Народноослободилачка војска Југославије                                     |
| Трумпф ( )                                         | 10. јули — 19. јули 1944.           | Вермахт · Копнена војска Краљевине Бугарске · Југословенска војска у отаџбини · Српски добровољачки корпус · Руски заштитни корпус | Народноослободилачка војска Југославије                                     |
| Блиц II ( )                                        | јули 1944                           | Вермахт · Усташко-домобранске снаге                                                                                                | Народноослободилачка војска Југославије                                     |
| Рамштос ( )                                        | јули 1944                           | Вермахт · Усташко-домобранске снаге                                                                                                | Народноослободилачка војска Југославије                                     |
| Кеселштајн ( )                                     | јули 1944                           | Вермахт · Усташко-домобранске снаге                                                                                                | Народноослободилачка војска Југославије                                     |
| Керхаус ( )                                        | 19. јули — 24. јули 1944.           | Вермахт · Копнена војска Краљевине Бугарске · Југословенска војска у отаџбини · Српски добровољачки корпус · Руски заштитни корпус | Народноослободилачка војска Југославије                                     |
| Казанова ( )                                       | јули — август 1944.                 | Вермахт · Усташко-домобранске снаге                                                                                                | Народноослободилачка војска Југославије                                     |
| Фалкенауге II ( )                                  | јули 1944                           | Вермахт | Народноослободилачка војска Југославије                                     |
| Рабауке ( )                                        | јули 1944                           | Вермахт | Народноослободилачка војска Југославије                                     |
| Блицлихт ( )                                       | јули 1944                           | Вермахт · Усташко-домобранске снаге                                                                                                | Народноослободилачка војска Југославије                                     |
| Пестбојле ( )                                      | јули 1944                           | Вермахт | Народноослободилачка војска Југославије                                     |
| Зоненштих ( )                                      | 13. јули — 31. јули 1944.           | Вермахт · Четници · Усташко-домобранске снаге                                                                                      | Народноослободилачка војска Југославије                                     |
| Флигенфенгер ( )                                   | јули 1944                           | Вермахт · Четници · Усташко-домобранске снаге                                                                                      | Народноослободилачка војска Југославије                                     |
| Драуфгенгер ( )                                    | 18. јули — 26. јули 1944.           | Вермахт | Народноослободилачка војска Југославије                                     |
| Халали ( )                                         | 25. јули — 4. август 1944.          | Вермахт · Копнена војска Краљевине Бугарске · Југословенска војска у отаџбини · Српски добровољачки корпус · Руски заштитни корпус | Народноослободилачка војска Југославије                                     |
| Розе ( )                                           | јули 1944                           | Вермахт · Усташко-домобранске снаге                                                                                                | Народноослободилачка војска Југославије                                     |
| Резлајн ( )                                        | јули 1944                           | Вермахт · Усташко-домобранске снаге                                                                                                | Народноослободилачка војска Југославије                                     |
| Руепаузе ( )                                       | јули 1944                           | Вермахт · Усташко-домобранске снаге                                                                                                | Народноослободилачка војска Југославије                                     |
| Бергруч ( )                                        | јули 1944                           | Вермахт · Усташко-домобранске снаге                                                                                                | Народноослободилачка војска Југославије                                     |
| Фојервер ( )                                       | јули 1944                           | Вермахт · Усташко-домобранске снаге                                                                                                | Народноослободилачка војска Југославије                                     |
| Хакфлајш ( )                                       | август 1944                         | Вермахт · Усташко-домобранске снаге · Југословенска војска у отаџбини                                                              | Народноослободилачка војска Југославије                                     |
| Вехселбалг ( )                                     | август 1944                         | Вермахт · Усташко-домобранске снаге                                                                                                | Народноослободилачка војска Југославије                                     |
| Волфсхеле ( )                                      | август 1944                         | Вермахт · Усташко-домобранске снаге                                                                                                | Народноослободилачка војска Југославије                                     |
| Вилдфанг ( )                                       | август 1944                         | Вермахт · Усташко-домобранске снаге                                                                                                | Народноослободилачка војска Југославије                                     |
| Васершлаух ( )                                     | август 1944                         | Вермахт · Усташко-домобранске снаге                                                                                                | Народноослободилачка војска Југославије                                     |
| Рибецал ( )                                        | 3. август — 26. август 1944.        | Вермахт · Копнена војска Краљевине Бугарске · Усташко-домобранске снаге · Југословенска војска у отаџбини                          | Народноослободилачка војска Југославије                                     |
| Рибеншницел ( )                                    | август-септембар 1944               | Вермахт · Четници | Народноослободилачка војска Југославије                                     |
| Вехселбалг II ( )                                  | август 1944                         | Вермахт · Усташко-домобранске снаге                                                                                                | Народноослободилачка војска Југославије                                     |
| Јудас ( )                                          | септембар 1944                      | Вермахт | Копнена војска Краљевине Бугарске                                           |
| Верволф ( )                                        | септембар 1944                      | Вермахт | Народноослободилачка војска Југославије                                     |
| Донауелфе ( )                                      | септембар 1944                      | Вермахт | Краљевска румунска војска                                                   |
| Васерниксе ( )                                     | септембар 1944                      | Вермахт | Краљевска румунска војска                                                   |
| Игел ( )                                           | септембар 1944                      | Вермахт | Народноослободилачка војска Југославије                                     |
| Валкире ( )                                        | септембар 1944                      | Вермахт · Усташко-домобранске снаге                                                                                                | Народноослободилачка војска Југославије                                     |
| Прилеп                                             | 11. септембар — 24. септембар 1944. | Вермахт | Народноослободилачка војска Југославије · Копнена војска Краљевине Бугарске |
| Штурм ( )                                          | 22. септембар — 28. септембар 1944. | Вермахт · Усташко-домобранске снаге                                                                                                | Народноослободилачка војска Југославије                                     |
| Циркус ( )                                         | 24. септембар — 30. септембар 1944. | Вермахт · Југословенска војска у отаџбини                                                                                          | Народноослободилачка војска Југославије                                     |
| Иргартен ( )                                       | септембар 1944                      | Вермахт · Усташко-домобранске снаге                                                                                                | Народноослободилачка војска Југославије                                     |
| Гренцвахт ( )                                      | октобар 1944                        | Вермахт · Усташко-домобранске снаге                                                                                                | Народноослободилачка војска Југославије                                     |
| Мостобран Краљево                                  | 15. октобар — 29. новембар 1944.    | Вермахт | Народноослободилачка војска Југославије                                     |
| Зелени пут I                                       | 22. октобар 1944 — 6. новембар      | Вермахт · Југословенска војска у отаџбини                                                                                          | Народноослободилачка војска Југославије                                     |
| Драуфгенгер ( )                                    | 6. новембар — 8. новембар 1944.     | Вермахт | Народноослободилачка војска Југославије · Совјетска армија                  |
| Еделвајс ( )                                       | новембар 1944                       | Вермахт · Усташко-домобранске снаге                                                                                                | Народноослободилачка војска Југославије                                     |
| Зелени пут II                                      | 14. новембар — 22. новембар 1944.   | Вермахт · Усташко-домобранске снаге · Југословенска војска у отаџбини                                                              | Народноослободилачка војска Југославије                                     |
| Рунолист ( )                                       | 23. новембар — 30. новембар 1944.   | Вермахт · Усташко-домобранске снаге                                                                                                | Народноослободилачка војска Југославије                                     |
| Тролист ( )                                        | 28. новембар — 30. новембар 1944.   | Усташко-домобранске снаге | Народноослободилачка војска Југославије                                     |
| Колашин                                            | децембар 1944                       | Вермахт · Југословенска војска у отаџбини · Усташко-домобранске снаге                                                              | Народноослободилачка војска Југославије                                     |
| Лавине ( )                                         | децембар 1944 — јануар 1945         | Вермахт · Усташко-домобранске снаге                                                                                                | Народноослободилачка војска Југославије                                     |
| Босут                                              | 3. јануар — 6. јануар 1945.         | Вермахт · Усташко-домобранске снаге                                                                                                | Југословенска армија                                                        |
| Фрилингсштурм ( )                                  | 17. јануар — 21. јануар 1945.       | Вермахт · Усташко-домобранске снаге                                                                                                | Југословенска армија                                                        |
| Лавине ( )                                         | 19. јануар — 22. јануар 1945.       | Вермахт · Усташко-домобранске снаге                                                                                                | Југословенска армија                                                        |
| Бора ( )                                           | 27. јануар — 4. фебруар 1945.       | Вермахт · Усташко-домобранске снаге                                                                                                | Југословенска армија                                                        |
| Верволф ( )                                        | 4. фебруар — 21. фебруар 1945.      | Вермахт · Усташко-домобранске снаге                                                                                                | Југословенска армија                                                        |
| Папук                                              | фебруар 1945.                       | Вермахт · Усташко-домобранске снаге                                                                                                | Југословенска армија                                                        |
| Рибецал ( )                                        | фебруар 1945.                       | Вермахт · Усташко-домобранске снаге                                                                                                | Југословенска армија                                                        |
| Валдтојфел ( )                                     | 6. март — 8. март 1945.             | Вермахт | Југословенска армија                                                        |
| Бергвинд ( )                                       | 8. март — 17. март 1945.            | Вермахт · Усташко-домобранске снаге                                                                                                | Југословенска армија                                                        |
| Винтеренде ( )                                     | 18. март — 6. април 1945.           | Вермахт · Четници | Југословенска армија                                                        |
| Фрилингсанфанг ( )                                 | 19. март — 1. април 1945.           | Вермахт · Четници | Југословенска армија                                                        |
| Мајска олуја                                       | 19. март — 22. март 1945.           | Вермахт · Усташко-домобранске снаге · Четници                                                                                      | Југословенска армија                                                        |
| Остерглоке ( )                                     | 24. март — 31. март 1945.           | Вермахт · Усташко-домобранске снаге                                                                                                | Југословенска армија                                                        |